# Sap (plant)

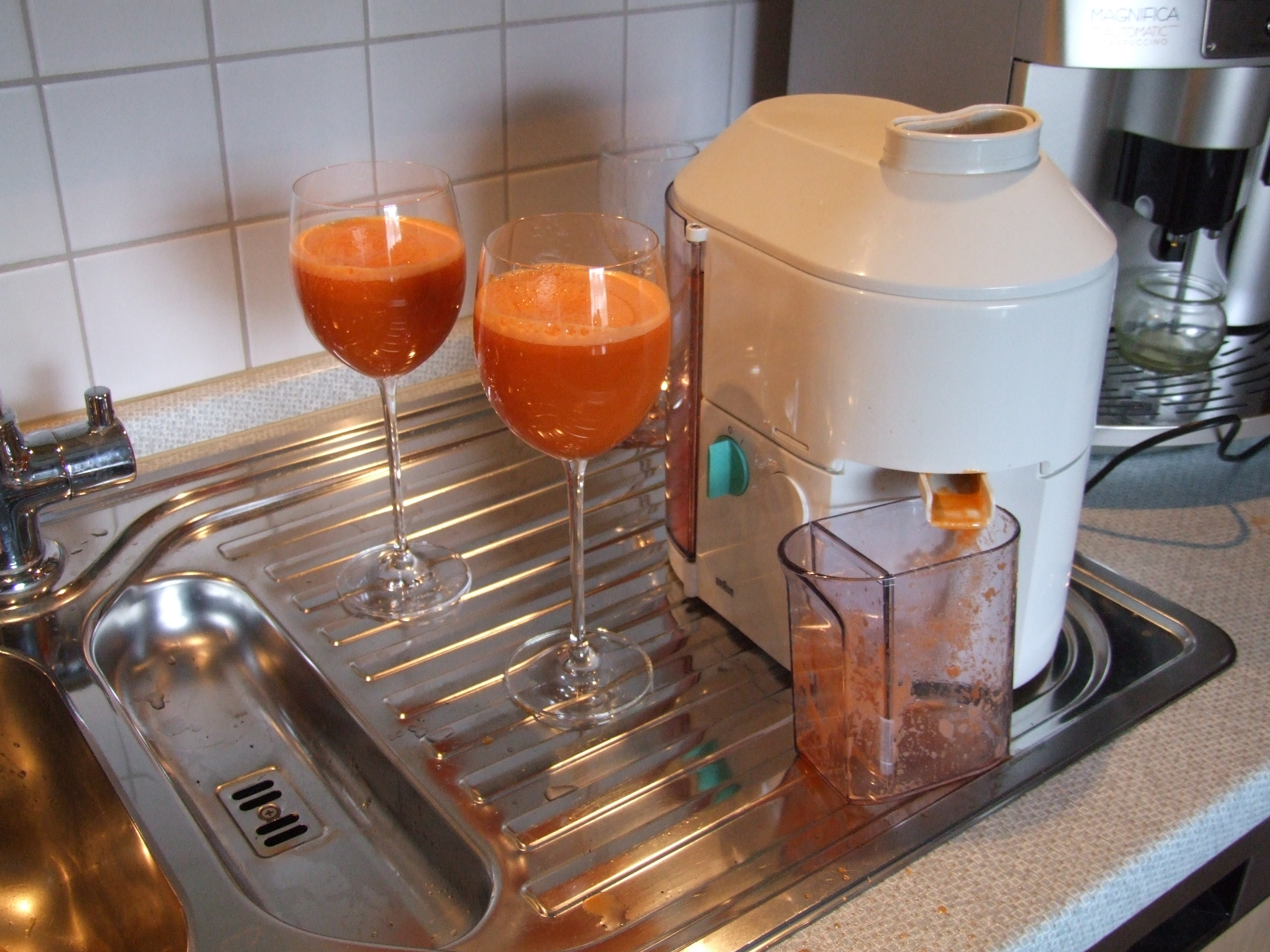
Wortelsap

Sap is de benaming voor een vloeistof die gewonnen, meestal: geperst wordt uit plantaardig materiaal.
Uitpersen van fruit leidt tot vruchtensap, van groente tot groentesap.
Weinig gedronken soorten sap zoals wortel-, tomaten-, aardappel-, zuurkool-, bietensap worden meestal benoemd naar waar ze uit gemaakt worden.
In de handel verkrijgbaar sinaasappelsap, druivensap en appelsap heeft bijna altijd meer bewerking ondergaan dan enkel uitpersen.
In Nederland geperst sap uit vers fruit is zeer beperkt houdbaar. 
Vers, onbewerkt sap is vanwege de houdbaarheid van niet meer dan 1 dag veel duurder dan bewerkt, al dan niet geïmporteerd sap.
Vervoer van fruit is, alweer vanwege de beperkte houdbaarheid van onbewerkt fruit, veel duurder dan vervoer van bewerkt sap.
De houdbaarheid van bewerkt sap wordt meestal verkregen door sterilisatie middels koken of pasteuriseren.
Ook kunnen hulpstoffen gebruikt worden zoals conserveermiddelen, maar voor 'gewoon sap' is de luchtdichte verpakking voldoende voor een houdbaarheid van meerdere maanden.
Uit bomen die in het voorjaar een sterke sapstroom hebben kan sap worden afgetapt, zoals bij de berk dat berkenwater wordt genoemd en de suikeresdoorn waarvan het sap ingedikt kan worden tot esdoornsiroop.
Het vergisten van sap leidt tot wijn of bier, in velerlei soorten. Als planten vermalen worden is in het resultaat het watergehalte vaak laag en zijn veel plantendelen aanwezig en dan wordt wel gesproken van "moes".